# Elisabetta Viviani
Pour les articles homonymes, voir Viviani.
Elisabetta Viviani, née le 4 octobre 1953 à Milan (Italie), est une actrice, chanteuse, showgirl et présentatrice de télévision italienne.

## Biographie

### Carrière
La carrière d'Elisabetta commence en 1962 alors qu'elle est encore enfant, jouant de petits rôles dans l'émission Carosello de la Rai et, dès l'âge de sept ans, elle fréquente l'école de ballet milanaise de Luciana Novaro (it).
Adolescente, elle apprend à jouer de la guitare et, après le lycée, elle s'inscrit à l'Accademia dei Filodrammatici de Milan.
En 1974, elle commence sa carrière théâtrale avec I Diari de Pier Benedetto Bertoli au théâtre Filodrammatici de Milan. Suivront Lo spirito del bosco de Fantasio Piccoli (it) et Il giorno in cui sequestrarono il Papa, où elle joue le rôle principal, aux côtés d'Ernesto Calindri, Lia Zoppelli et Claudio Beccari (it), au théâtre San Babila de Milan.
La même année, elle est appelée par le réalisateur Vito Molinari pour jouer le rôle principal dans l'adaptation télévisée de la RAI de la comédie musicale No, no, Nanette, aux côtés de Claudio Lippi (it).
Plus tard, elle participe à de nombreuses émissions télévisées comme Alle nove della sera (it), un programme télévisé en dix parties de Maurizio Costanzo et Marco Danè (it), animé par Gianni Morandi, mise en scène par Francesco Dama, ou comme Macario uno e due (it), variété avec Macario sous la direction de Vito Molinari, émission à laquelle succède Macario più.
Elle poursuit sa carrière à la télévision avec Ma che scherziamo? (it), variété avec Gianni Agus et Raffaele Pisu sur des textes de Marcello Marchesi diffusée par Rete 2, puis avec Valentina, una ragazza che ha fretta, un téléfilm du samedi soir de Rete 1.
L'année 1978 est celle d'un tournant, grâce au succès retentissant de Heidi, un 45 tours qui se vend à un million et demi d'exemplaires. La chanson, avec des paroles de Franco Migliacci, sur une musique originale de Christian Bruhn et du chœur de Baba Yaga (it), est la chanson thème en italien de l'anime japonais Heidi — l'un des premiers à être diffusé à la RAI — réalisé par Isao Takahata. Le single a atteint la 3e place du classement hebdomadaire des 45 tours les plus vendus et la 15e place au classement de fin d'année.
Par la suite, elle enregistre Canzone Logica, la reprise italienne de The Logical Song de Supertramp, avec des arrangements d'Alberto Radius, la chanson thème de l'émission télévisée Il protagonista, dont le dos du single est la chanson Miele.
Mario Cecchi Gori, un producteur de cinéma bien connu, lui propose en 1981 un rôle dans le film à succès Asso dans lequel elle incarne Carolina, avec comme partenaires Adriano Celentano et Edwige Fenech.
En 1982, Elisabetta apparaîtra, pour la seule fois, au Festival de Sanremo avec la chanson C'e, écrite par Balducci, arrivant en finale en sixième position. La même année, elle enregistre Canzone contro, le thème final de l'émission Rete 4 Topolino, et Febbre della notte, la chanson thème de l'émission radio de Radio 2 When I say that I love you.
La carrière d'actrice se poursuit avec Mademoiselle Nitouche, et elle continue de travailler à la télévision en tant que présentatrice de Buonasera con..., aux côtés d'Enrico Maria Salerno.
En 1989, elle joue dans le feuilleton Passioni, cent épisodes diffusés sur Rai Uno, dans lequel elle interprète également la chanson thème d'ouverture Sarà bellissima enregistré pour RCA.
En 1990, elle entame sa collaboration avec Fininvest. Pour Canale 5, elle participe à l'émission Evviva l'allegria et toujours sur le même réseau, elle participe à deux éditions en tant qu'invitée de la célèbre émission dominicale Buona Domenica. En tant que présentatrice et show girl pour Rete 4, elle anime Tenera è la notte, une émission qui présentait les films du réseau et Buongiorno amica, variété du dimanche avec orchestres et invités.
Entre 1992 et 1997, elle participe à trois éditions du spécial Simpaticissima et est également l'invitée de la variété La sai ultima ? réalisée par Pippo Franco, comme égérie du sponsor Tenderly. Elle est toujours sur Rete 4 avec le spécial de fin d'année 4 salti nel 1992, dans lequel elle joue un duo enregistré avec Giorgio Mastrota (it). Également sur Rete 4, elle anime Telesveglia, une émission matinale d'actualités et de curiosités. En 1993, elle anime È Domenica, également sur Rete 4.
Sur Telemontecarlo, elle propose un catalogue vidéo de produits pour la maison, dans lequel, en plus de témoigner, elle est animatrice de téléachat.
En 1995, elle enregistre un CD intitulé Semplicemente canzoni, produit par Oscar Morelli. Dans cet album, Elisabetta désire interpréter un genre de chansons plus mature, se permettant également des paroles engagées.
À l'automne 1996, elle participe à de nombreuses émissions de Mediaset en tant qu'invitée ou présentatrice de produits publicitaires : Mai dire Gol, Buona Domenica, Simpaticissima, Canzoni sotto l'albero.
En 1997, aux côtés de Cino Tortorella, elle dirige l'émission Peter Pan, dalla parte dei ragazzi sur la chaîne Telenova.
En 1999, elle est comédienne dans la fiction In crociera diffusée sur Rete 4, entièrement tournée à Cuba.
Elle se classe deuxième en 2000 au concours de reprises des thèmes télévisés Macchemù (it), diffusé sur Italia 1, présenté par Paola Barale.
En 2000, elle entame une longue collaboration artistique avec l'auteur-arrangeur Gerardo Tarallo, avec qui elle réalise sept albums : Un tuffo nel Mar Disney avec les plus belles chansons de Disney, en 2002 elle enregistre l'album Un film una canzone avec des chansons tirées des bandes originales les plus connues et, en 2004, elle réalise Le favole si possono cambiare, puis, en 2008, elle enregistre Panta rei qui contient la chanson I sogni dei bambini d'abord acceptée puis rejetée par le Festival de Sanremo. À Noël 2012, sort le coffret du double CD Magico Natale, avec des chansons de Noël classiques et inédites et des chansons de Walt Disney. En 2013, elle enregistre l'album Favolando avec douze chansons inédites librement tirées des contes de fées les plus célèbres de tous les temps.
En 2015, Elisabetta Viviani, en tant qu'actrice, avec le chanteur et compositeur Dario Baldan Bembo et l'acteur-écrivain Franco Romeo, met en scène un récital sur la vie du pape François, avec la musique de Baldan Bembo lui-même et un texte d'Adriano Bonfanti et Gigi Reggi, intitulé Il primo a chiamarsi Francesco.
En 2017, elle sort l'album Le donne della mia age, qui contient dix chansons inédites composées et produites par Claudio Damiani.
Fin novembre 2020 sort la compilation CD Il Mondo di Domani de Riccardo Lasero & friends, produit par Riccardo Lasero, créé pour une œuvre caritative avec l'intention de reverser l'intégralité des bénéfices à la Protection Civile italienne comme contribution à la lutte contre la Covid-19, contenant la chanson inédite Ma che tombola, chanson thème du jeu-spectacle Musical Tombola écrite, composée et arrangée par Riccardo Lasero et interprétée par Elisabetta Viviani et Franco Romeo.

### Autres activités
Elisabetta Viviani présente et dirige l'événement musical Bimbofestival, créé en 1987, qui se tient à Milan en une seule soirée et auquel participent des enfants de 5 à 12 ans. Elle exerce une intense activité nocturne en tant que chanteuse-animatrice. Elisabetta Viviani est aussi artiste peintre.

### Vie privée
Le 1er septembre 1977, Elisabetta Viviani donne naissance à sa fille unique, Nicole, qu'elle a eue avec Gianni Rivera,.
En février 2007, elle devient secouriste ambulancière bénévole pour la Croix Blanche à Milan. L'activité se poursuit pendant dix ans jusqu'à la Noël 2018.

## Discographie

### Albums de studio
- 1995 : Semplicemente canzoni
- 2000 : Un tuffo nel mar Disney
- 2002 : Un film...una canzone
- 2004 : Le favole si possono cambiare
- 2006 : Un Natale di neve
- 2008 : Panta rei (tutto scorre)
- 2012 : Magico Natale
- 2013 : Favolando
- 2013 : Un Natale da favola
- 2015 : Il Natale dei bambini
- 2017 : Elisabetta Viviani per Donnein Quota
- 2017 : Le donne della mia età

### Singles
- 1968 : Lontano/L'incontrerò (sous le nom de GUYA)
- 1974 : No, no, Nanette/Col cuore di un bambino
- 1975 : Un amore da niente/Caro mio
- 1977 : Susanna verso il sole/Gingando
- 1978 : Heidi/Daniel e Bebel
- 1979 : La banda dei cinque/Tarzan Tarzan
- 1979 : Canzone logica/Miele
- 1982 : C'è/Un 48
- 1982 : Canzone contro/Febbre della notte
- 1983 : Heidi/Daniel e Bebel
- 1983 : Donna di cera/Sera d'autunno
- 1985 : Topolino e il robot/La luna
- 1989 : Sarà bellissima (avec Franco Micalizzi)
- 1990 : Sogni/Nuvola per amore

### Singles inédits
- 1993 : È domenica
- 1993 : Il villaggio fantasia
- 1993 : Magico luna park
- 1993 : Viva la gente del circo

## Filmographie

### Cinéma
- 1981 : Asso de Castellano et Pipolo
- 2014 : Sexy shop de Maria Erica Pacileo et Fernando Maraghini

### Télévision
- 1976 : La donna serpente (Rete 1, téléfilm)
- 1976 : Il mostro turchino (Rete 1, téléfilm)
- 1977 : Valentina, una ragazza che ha fretta (it) de Vito Molinari (Rete 1, téléfilm)
- 1989 : Passioni (it) (Rai 1, série télévisée)
- 1999 : In crociera : Rete 4, série télévisée)

## Théâtre
- 1974 : Lo spirito del bosco
- 1974 : Il giorno in cui sequestrarono il Papa
- 1975 : I diari
- 1981 : Mademoiselle Nitouche
- 2015 : Il primo a chiamarsi Francesco